# TAI Anka 3
Die TAI Anka 3 (dt.: Phönix) ist die Jet-Version einer Familie von türkischen Militärdrohnen. Sie wird vom Hersteller Turkish Aerospace Industries (TAI) entwickelt und gebaut. Der Hersteller TAI hatte die Anka 3 2023 vorgestellt.

## Geschichte
Am 24. Dezember 2004 hatte das türkische Verteidigungsministerium und der türkische Luftfahrtkonzern TAI einen Vertrag zur Entwicklung eines unbemannten Luftfahrzeuges für die türkische Luftwaffe unterzeichnet. TAI entwickelte daraufhin die Anka-A. Sie hob am 30. Dezember 2010 auf der Sivrihisar Air Base (LTAV) zum Erstflug ab. Eine neuere Generation war die Anka Block B-Drohne 2015.
Bei der Anka-III handelt es sich um ein komplett anderes Konzept eines Nurflügel-Flugzeug mit Jet-Antrieb und vermutlich Stealth-Eigenschaften. Es war im Dezember 2023 erstmals geflogen. Das Flugzeug soll bis zum Loyal Wingman für die TAI Kaan weiter entwickelt werden.
In der Türkei flog schon ein Jahr vor der Anka 3 die Jet-Drohne Bayraktar Kızılelma.
Im Juni 2025 musste ein Prototyp der Anka 3 in der Provinz Konya auf einem freien Gelände notlanden und wurde beschädigt. Zu diesem Zeitpunkt waren 2 Prototypen flugfähig gewesen. Weitere Prototypen seien im Bau gewesen.

## Eigenschaften
Das maximale Abfluggewicht beträgt 6,5 Tonnen, die maximale Flugzeit 10 Stunden. Die Maximalgeschwindigkeit liegt bei 425 Knoten, die Dienstgipfelhöhe bei 44.000 Fuß. Das Flugzeug verfügt über 2 interne Waffenschächte.
Das erste Flugzeug verfügte über ein Turbofan-Triebwerk. Das Ziel ist die Entwicklung einer Version mit zwei Triebwerken, das auch Überschall fliegen kann.
Bei einem Test brachte eine Anka 3  eine Zieldrohne ins Zielgebiet. Im Januar 2025 gab es einen Bombenabwurftest.